# Велчо Велчев (ботаник)
Велчо Иванов Велчев е български ботаник.

## Биография
Роден е на 3 юни 1928 г. в с. Попица, община Бяла Слатина. През 1951 г. завършва биология в Биолого-геолого-географския факултет на Софийския университет „Св. Климент Охридски“. След това работи в Института по ботаника при Българска академия на науките. От 1962 г. е доцент, а през 1971 г. е избран за професор. В периода 1961 – 1966 г. е научен секретар на Института по ботаника, от 1966 до 1993 г. е ръководител на секцията по Растителна екология и геоботаника, заместник-директор на Института по ботаника (1970 – 1974) и негов директор (1974 – 1993). От 1975 – 1993 г. ръководи катедрата по ботаника в Биологическия факултет на Софийския университет и е директор на Университетската ботаническа градина в София.
Описва 7 нови за науката видове – Festuca achtarovii, Festuca calcarea, Festuca jordanovii, Festuca maleschevica, Festuca staroplaninica, Festuca vandovii и Vicia jordanovii. Открива нови видове за българската флора, като: Oenothera stricta, Helianthemum aegyptiacum, Astragalus sesameus, Fumana arabica, Sisymbrium polymorphum, Arbutus andrachne, Arbutus unedo. Проучва редица ендемити като Astracantha aitosensis, Ramonda serbica, Haberlea rhodopensis, Centranthus kellereri и др.
Автор е на над 160 публикации, като основно място в тях заемат фитоценологията и фитоекологията. Той е един от авторите на първата „Екскурзионна флора на България“ (1960). Редактор е на изданието Флора на НР България (т. 8 и 9), Червена книга на НР България (1984), Атлас на ендемичните растения в България (1992), както и на редица ботанически сборници.